# Ashtabula Harbor Light
Ashtabula Harbor Light oder auch bekannt als Ashtabula Light ist ein 1905 errichteter Leuchtturm am Eriesee in Ashtabula, Ohio. Das Bauwerk wurde am 8. August 1983 in das National Register of Historic Places eingetragen.

## Bauwerk
Bei dem heutigen Bauwerk handelt es sich um ein rechteckiges Gebäude mit einem zentralen zylindrischen Turm, dessen Höhe 12,2 m beträgt. Der Leuchtturm hat eine Tragweite von knapp 15 km. Die Optik befindet sich 15,5 m über dem Wasserspiegel.

## Geschichte
Das erste Leuchtfeuer, das die Lage des Hafens von Ashtabula markierte, wurde 1836 erbaut. Dabei handelte es sich um einen niedrigen hölzernen sechseckigen Turm, der direkt vor dem östlichen Anleger auf einem Holzgerüst stand. Dieses Bauwerk war mit Öllampen ausgestattet und war in Betrieb bis auf dem westlichen Anleger ein pyramidischer Turm erbaut wurde. Der damalige Neubau wurde erforderlich, weil der Hafen umgestaltet wurde. Das neue Leuchtfeuer war mit einer vierstufigen Fresnel-Linse ausgestattet, die ein rotes Licht ausstrahlte. Die Leuchtturmwärter wohnten in einem Haus in der Stadt. Der Turm wurde 1882 versetzt, blieb aber in Betrieb.
Als 1905 die Mündung des Ashtabula Rivers erweitert und Wellenbrecher gebaut wurden, machte dies die Errichtung eines dritten Bauwerks in Ashtabula erforderlich. Das Leuchtfeuer befand sich ursprünglich rund 530 m südsüdöstlich des heutigen Standortes, wurde aber 1915 verlegt und vergrößert auf einem Betongerippe am Ende des nördlichen Wellenbrechers aufgebaut. Das neue Bauwerk wurde aus Stahl- und Eisenplatten konstruiert und besaß Wohnräume für das Bedienungspersonal. Zum selben Zeitpunkt wurde eine neue Linse im Turm installiert. Das alte Leuchtfeuer beließ man an Ort und Stelle, etwa zwanzig Meter vom Ufer entfernt.
Die neue, exponierte Position des Leuchtturms macht ihn für Zwischenfälle anfällig. 1927 kollidierte ein Dampfer mit dem Bauwerk und verschob den Turm 15 cm auf seinem Fundament. Im Jahr darauf hat ein Eissturm die Anlage völlig eingefroren, wodurch die Leuchtturmwärter im Inneren eingeschlossen waren. Erst nach zwei Tagen gelang es ihnen, die Türe soweit aufzutauen, dass sie geöffnet werden konnte – um sich dann zu ihrer Flucht noch einen Tunnel durch etwas mehr als 150 cm dickes Eis zu kratzen.
Das Leuchtfeuer wurde erst 1973 automatisiert und der Leuchtturm war damit die letzte bemannte Anlage an einem der Großen Seen. Das Gebäude für die Wärter wurde damals der Stadt geschenkt, die es aber 1976 in die Hand der Bundesbehörden zurückgab, weil sie nicht über die Finanzmittel verfügte, um den Umbau in ein Museum zu finanzieren. 1982 wurde das Bauwerk erneut privatisiert und 1984 als Ashtabula Marine Museum eröffnet. Der Leuchtturm selbst blieb in Betrieb, obwohl die Wellenbrecher verlängert wurden. Die Optik wurde durch einen modernen Strahler mit gelbem Blinklicht ersetzt und 1995 dem Museum übergeben.
2003 wurde eine Gesellschaft gegründet, um das Bauwerk unter Anwendung des National Historic Lighthouse Preservation Act in Besitz zu nehmen, und, als die Übernahme im Jahr darauf angeboten wurde, bewarb sich die Gesellschaft. 2007 erlangte man die Kontrolle über das Bauwerk und begann mit der Restaurierung, um der Öffentlichkeit die Besichtigung des Leuchtturms zu ermöglichen. Im Mai 2008 wurden Fördermittel zugeteilt, die den Bau eines neuen schwimmenden Anlegestegs ermöglichen, da der einzige Zugang zum Leuchtturm über das Wasser erfolgt.